# Tulelake
Tulelake és una població dels Estats Units a l'estat de Califòrnia. Segons el cens del 2009 tenia 961 habitants.

## Demografia
Segons el cens del 2000, Tulelake tenia 1.020 habitants, 358 habitatges, i 255 famílies. La densitat de població era de 1.009,8 habitants/km².
Dels 358 habitatges en un 42,2% hi vivien nens de menys de 18 anys, en un 54,5% hi vivien parelles casades, en un 12,8% dones solteres, i en un 28,5% no eren unitats familiars. En el 25,1% dels habitatges hi vivien persones soles el 9,5% de les quals corresponia a persones de 65 anys o més que vivien soles. El nombre mitjà de persones vivint en cada habitatge era de 2,85 i el nombre mitjà de persones que vivien en cada família era de 3,48.
Per edats la població es repartia de la següent manera: un 35,8% tenia menys de 18 anys, un 8,1% entre 18 i 24, un 26,1% entre 25 i 44, un 18,3% de 45 a 60 i un 11,7% 65 anys o més.
L'edat mediana era de 30 anys. Per cada 100 dones de 18 o més anys hi havia 96,1 homes.
La renda mediana per habitatge era de 23.750 $ i la renda mediana per família de 27.750 $. Els homes tenien una renda mediana de 28.088 $ mentre que les dones 22.500 $. La renda per capita de la població era de 10.244 $. Entorn del 33,7% de les famílies i el 34,6% de la població estaven per davall del llindar de pobresa.

## Poblacions més properes
El següent diagrama mostra les poblacions més properes.